# Conan Meriadoc
Conan Meriadoc (* um 305; † um 395), auch Cynan oder Kynan, ist der sagenhafte erste Herzog der Bretagne und gilt seit dem 18. Jahrhundert als der Ahnherr des Hauses Rohan.

## Überlieferungsgeschichte

### Breuddwyd Macsen
Nach dem walisischen Märchen Breuddwyd Macsen („Macsens Traum“) aus dem Llyfr Gwyn Rhydderch („Das weiße Buch von Rhydderch“, 14. Jahrhundert) ist Cynan der Sohn des britischen Königs Eudaf Hen (Octavius), Sohn des Caradawc (Caradog) und Bruder von Elen Luyddawg (Helena). Der römische Kaiser Macsen Wledig (Maximus, 383-388 Kaiser von Westrom) verliebt sich in einem Traum in Elen. Nachdem seine Boten sie in Arvon (Wales) in der Burg von Aber Sain gefunden haben, erobert er ganz Britannien, heiratet Elen und bleibt sieben Jahre bei ihr. Währenddessen haben die Römer einen neuen Kaiser ernannt, gegen den Macsen zu Felde zieht. Cynan und sein Bruder Adeon erobern Rom für Macsen Wledig in der Mittagspause zurück, als Belohnung erhalten sie von ihm eine Heerschar. Mit ihr erobern sie viele Länder, Schlösser und Städte, die Männer töten sie, aber die Frauen lassen sie am Leben. Schließlich haben die jungen Männer, mit denen sie gekommen waren, graue Bärte. Adeon kehrt nach Britannien zurück,  Cynan lässt sich in der Bretagne (Aremorica) nieder. Damit „ihre Sprache rein bleibt“, schneiden sie den verschleppten Frauen die Zungen ab. Wegen der Stummheit der Frauen heißen die Bewohner seitdem in ihrer Sprache Bretonen.

### Gildas
Der britische Geschichtsschreiber Gildas Badonicus erwähnt um 540 die Truppen, die mit Maximus auszogen und nie wieder zurückkamen, aber nicht, was mit ihnen geschah. Außerdem beschreibt er, dass wegen der Verheerungen der Sachsen viele Briten unter dem Absingen von Psalmen über die See flüchten (Kapitel 25), ein Abschnitt, den Beda Venerabilis in seine „Geschichte der englischen Kirche“ (verfasst 731) übernimmt.

### Nennius
Nennius, der sich vermutlich auf Gildas stützt, berichtet, dass Maximus seine gesamten Truppen aus Britannien abzieht, Gratian, den „König der Römer“ schlägt und zum Herrn von ganz Europa wird. Weil er nicht will, dass seine kriegerischen Kameraden zu ihren Frauen, Kindern und Besitztümern nach Britannien zurückkehren, übergibt er ihnen zahlreiche Besitzungen in der Bretagne, „von dem See auf dem Gipfel des Mons Jovis bis zu der Stadt, die Cant Guic genannt wird, und zu dem westlichen Grabhügel, also bis Cruc Occident.“ Diese „armorikanischen Briten“, fährt Nennius fort, leben dort bis zum heutigen Tag. Wegen ihrer Abwesenheit wird Britannien selbst aber nun von Feinden überrannt.
Die Geschichte ergibt mehr Sinn, wenn man weiß, dass Magnus Maximus 383 in Britannien zum Kaiser ernannt wurde und sich zum Herrscher über Gallien und Spanien erhob und 387 in Italien einmarschierte, aber 388 von Theodosius geschlagen und von dessen Soldaten getötet wurde. Sein Sohn Flavius Victor wurde im selben Jahr in Gallien durch den fränkischen magister militum Arbogast geschlagen. Es wären demnach versprengte römische Soldaten gewesen, die sich in der Bretagne ansiedelten.

### Gregor von Tours
Gregor von Tours erwähnt in seiner Geschichte der Franken zwar Maximus, Victor und Arbogast, nicht aber Conan.

### Geoffrey von Monmouth
Der Name Conan taucht erst im 12. Jahrhundert bei Geoffrey von Monmouth in der Historia Regum Britanniae auf. Nach Geoffrey ernennt Maximus den Anführer seiner Soldaten, Kynan Medriadec, zum König, bevor er 388 besiegt wird. Die Männer siedeln sich zwischen Quentovic, St. Bernhard und Penmarch an. Später erobert Kynan Rennes und lässt dort alle Männer töten.
Mit 30.000 Kriegern und 100.000 Zivilisten gründet Kynan darauf ein „anderes Britannien“.

## Moderne Rezeption
- La Legende de Kynan von Jean-Luc Sala, Zeichnungen Henri Joseph Recule. Lombard 1993. ISBN 3-930160-21-8